# Drzewiszka wenezuelska
Drzewiszka wenezuelska (Rhipidomys venezuelae) – gatunek ssaka z podrodziny bawełniaków (Sigmodontinae) w obrębie rodziny chomikowatych (Cricetidae).

## Zasięg występowania
Drzewiszka wenezuelska występuje w północnej Kolumbii oraz północno-zachodniej i północno-środkowej Wenezueli. Brak danych o wschodniej granicy występowania. 

## Taksonomia
Gatunek po raz pierwszy zgodnie z zasadami nazewnictwa binominalnego opisał w 1896 roku brytyjski zoolog Oldfield Thomas nadając mu nazwę Rhipidomys venezuelae. Holotyp pochodził z Méridy, na wysokości 1630 m, w Wenezueli. 
W populacjach nizinnych związanych z R. venezuelae i R. couesi istnieje znaczna zmienność morfologiczna i niepewność taksonomiczna. Rhipidomys nitela tobagi z wyspy Little Tobago może być wyspową formą R. venezuelae. Autorzy Illustrated Checklist of the Mammals of the World uznają ten takson za gatunek monotypowy.

### Etymologia
- Rhipidomys: gr. ῥιπις rhipis, ῥιπιδος rhipidos wachlarz; μυς mus, μυος muos „mysz”[9].
- venezuelae: Wenezuela (wł. Venezuola, zdrobnienie od Venezia „Wenecja”, w aluzji do domów na palach rdzennych mieszkańców w wodach jeziora Maracaibo)[10].

## Morfologia
Długość ciała (bez ogona) 120–152 mm, długość ogona 134–188 mm, długość ucha 17–29 mm, długość tylnej stopy 26–29 mm; masa ciała 74–81 g. 

## Ekologia
Jest to dość pospolity gatunek, występujący głównie w lasach górskich.